# Seoul Broadcasting System
Seoul Broadcasting System (SBS) (에스비에스?, EseubieseuLR) è una compagnia radiotelevisiva nazionale della Corea del Sud. Nel marzo 2000, la società divenne legalmente nota come SBS, cambiando il suo nome aziendale da (서울방송?, Seoul BangsongLR). Dal 2001 fornisce il servizio di televisione digitale terrestre nel formato ATSC, e il servizio T-DMB (Digital Multimedia Broadcasting) dal 2005. Ha fornito il servizio di televisione digitale terrestre nel formato ATSC dal 2001 e il servizio T-DMB dal 2005. Il suo canale televisivo terrestre principale è il canale 6 per digitale e via cavo.

## Canali televisivi
- SBS TV - notizie, sport, cultura, educazione e intrattenimento. È stata lanciata nel 1991 come HLSQ-TV. È disponibile a livello nazionale sul canale 6, attualmente noto come HLSQ-DTV.
- SBS Plus - drama e intrattenimento. È stata lanciata nel 2002. È disponibile su provider via cavo e via satellite.
- SBS Golf - canale di golf professionale. È stata lanciata nel 1999. È disponibile su provider via cavo e via satellite.
- SBS Golf 2 - canale di golf professionale. È stata lanciata nel 2023. È disponibile su provider via cavo e via satellite.
- SBS funE - intrattenimento e varietà. È stata lanciata nel 2005. È disponibile su provider via cavo e via satellite.
- SBS Sports - sportivo. È stata lanciata nel 1995 come Korea Sport TV. È disponibile su provider via cavo e via satellite.
- SBS Biz - notizie e affari. È stata lanciata nel 2021. È disponibile su provider via cavo e via satellite.
- SBS M - musica. È stata lanciata nel 2001 come MTV Korea e SBS MTV. È disponibile su provider via cavo e via satellite.
- KiZmom - canale bambini. È stata lanciata nel 2005. È disponibile su provider via cavo e via satellite.

## Canali radiofonici
- SBS Love FM - trotto musica, k-pop e notizie. È stata lanciata nel 1991 come HLSQ-AM.
- SBS Power FM - k-pop. È stata lanciata nel 1996 come HLSQ-FM.
- SBS V-Radio - stazione radio digitale.

## Società controllate
- SBS Contents Hub - divisione media digitali.
- SBS International - filiale internazionale opera negli Stati Uniti d'America.
- SBS Medianet - divisione della televisione a pagamento.
- SBS Paramount - divisione della televisione a pagamento, joint venture con Paramount Global (chiusa nel 2022).

## Loghi

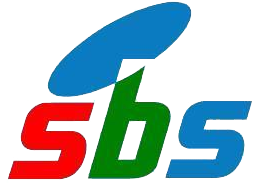
Logo utilizzato dal 20 marzo 1991 al 18 settembre 1994
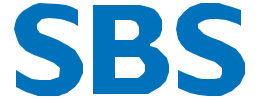
Logo utilizzato dal 19 settembre 1994 al 13 novembre 2000
Logo in uso dal 14 novembre 2000
Versione testuale del logo in uso dal 14 novembre 2000